# 稳健性 (经济学)
稳健性（英語：Robustness），在社会科学领域，诸如经济学、金融学、管理以及会计学科的研究中，多叫做穩健型檢定（robustness check），通常作为数据研究测试（empirical analysis）中的一项手段，从而检测是否原测试在其他条件或者假设之下依旧能够成立。随着计量经济学（econometrics）的发展，穩健型檢定已经成为科学研究领域一项必要的手段来保证科学研究的严谨性。